# Erythroxylum sechellarum
Erythroxylum sechellarum är en tvåhjärtbladig växtart som beskrevs av Otto Eugen Schulz. Erythroxylum sechellarum ingår i släktet Erythroxylum och familjen Erythroxylaceae. Inga underarter finns listade i Catalogue of Life.